# Death Is a Bitch
Death Is a Bitch (titulado Que perra muerte en España y La muerte no está muerta en Hispanoamérica) es el sexto episodio de la segunda temporada de la serie Padre de familia emitido el 21 de marzo de 2000. El episodio se produjo durante la primera temporada, pero se emitió en la segunda. Por esta razón, Lacey Chabert apareció acreditada como la voz de Meg en vez de Mila Kunis. El episodio está escrito por Ricky Blitt y dirigido por Michael Dante DiMartino, como artista invitado: Norm Macdonald le presta su voz a la Muerte.

## Argumento
Lois se preocupa por Peter en el momento en el que encuentra un bulto en el pecho de su marido y le urge que visite al médico ante la posibilidad de que tenga un cáncer. Aunque los resultados del análisis todavía no han llegado, Peter empieza a creer que le queda poco tiempo de vida hasta que los resultados dan negativo. Peter y Lois respiran aliviados hasta que este primero ve la factura médica, al no tener intención alguna de pagar, Peter decide firmar como "fallecido". Mientras la familia celebra la buena noticia, todos reciben una inesperada visita, la Muerte ha llegado para llevarse a Peter, sin embargo, ni el estado actual de Peter ni las protestas de su mujer convencen al ente y Peter, tras despedirse de su familia se marcha con la Muerte no sin antes salir corriendo. La Muerte, al perseguirle con intenciones de rozarle y matarle acaba fracturándose el tobillo.
Lois sugiere que la Muerte debería guardar reposo en casa mientras dure su convalecencia e intentar convencer de que no se lleve a su marido, el cual decide aprovechar a hacer todas las cosas que jamás pudo tras tener la muerte de cara, la Muerte, consciente de sus intenciones le hace prometer que no revele a nadie que mientras esté lesionado, nadie puede morir. Sin embargo, Peter decide aprovechar el momento para realizar estupideces como saltar de lo alto del edificio One Financial Center, beber cerca de trescientas cervezas y buscar pelea con una panda de moteros, uno de los cuales abre fuego con una pistola, no obstante, Peter sale intacto por lo que el mundo descubre que se ha vuelto inmortal. Por otro lado Stewie trata de matar a su madre aprovechando la presencia de la Muerte, sin embargo, sus intentos son vanos. Finalmente, Lois consigue convencer a la Muerte de que le perdone la vida a Peter, pero la alegría dura poco cuando el ser descubre que la inmortalidad mundial aparece en las noticias de última hora.
Al prometerle a Lois que dejaría vivir a su marido, la Muerte le encarga que haga él su trabajo para demostrar al mundo que sigue activo, el encargo consiste en matar al reparto principal de Dawson's Creek, los cuales deben coger un avión. Peter una vez en el aparato reflexiona sobre lo que va a hacer puesto que entre los pasajeros viajan niños, Peter se niega a realizar el trabajo y entra en la cabina para convencer a los pilotos de que aterricen el avión antes de que cometan un grave error, sin embargo, Peter mata accidentalmente a ambos tras ponerles las manos sobre los hombros, finalmente demuestra que la Muerte sigue en activo, pero el avión comienza a caer en picado hasta que una de las pasajeras que resulta ser la actriz Karen Black consigue aterrizar el aparato. Finalmente la Muerte tras recuperarse del tobillo, se marcha pero no sin antes agradecerle a Peter el trabajo y decir al resto de la familia que "se verán pronto" en tono de broma.